# Cappella di San Pietro (Stella)
La cappella di San Pietro è un luogo di culto cattolico situato nella frazione di San Martino, in località Teglia, nel comune di Stella in provincia di Savona.

## Storia e descrizione

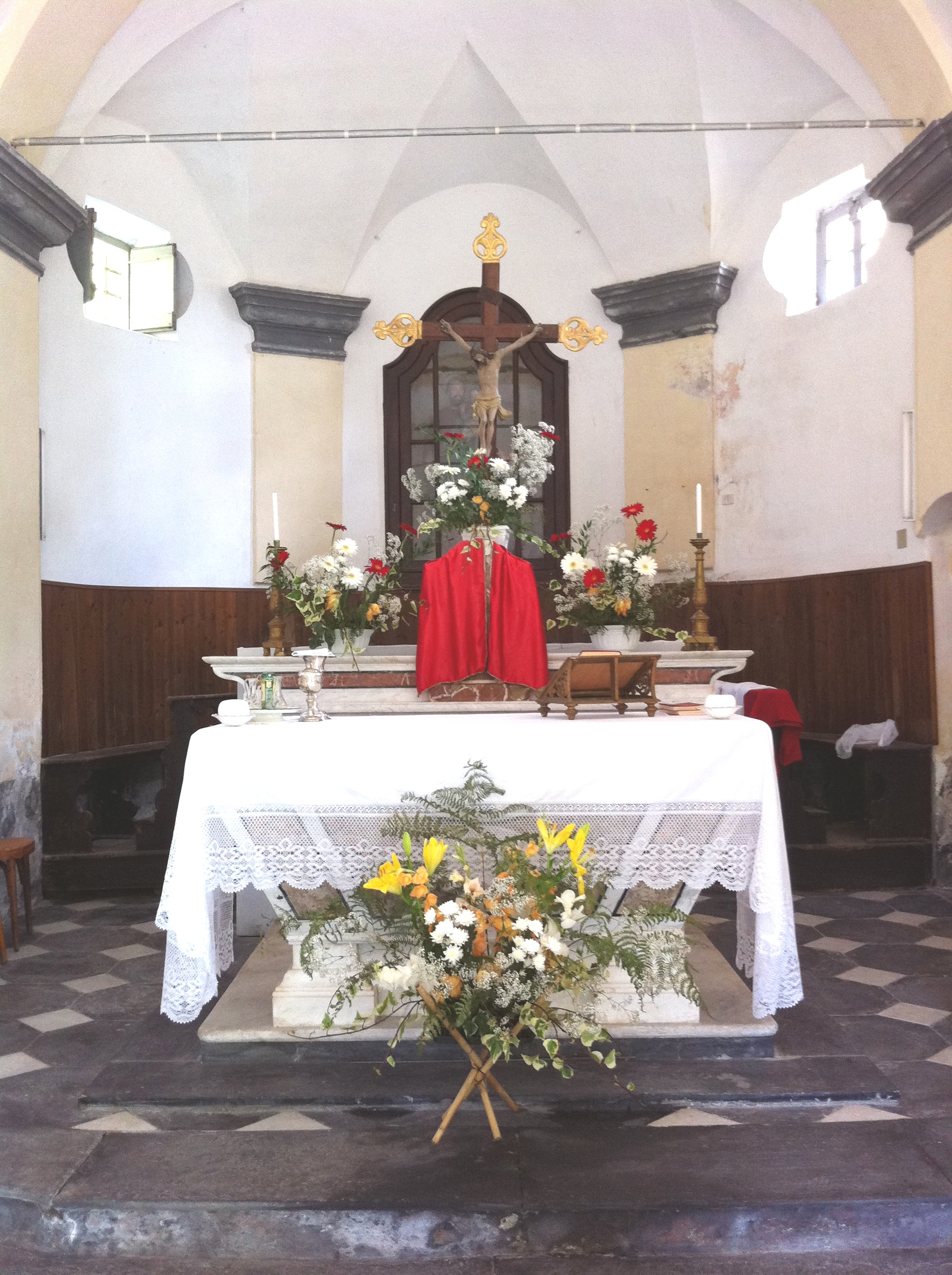
L'altare

La chiesetta è a navata unica con unico altare maggiore in pietra e calce, piccolo campanile sul fianco destro e facciata coperta di lastre di ardesia.
All'esterno su un lato è murata una lapide che ricorda brevemente la storia dell'edificio. All'interno sono conservate una statua di San Pietro e una di San Giuseppe, entrambe di basso valore artistico.
La cappella attuale fu edificata nel 1636 sui ruderi di un precedente oratorio dedicato a san Pietro. Fu ristrutturata e allungata tra il 1759 e il 1760. Nel 1896 fu rifatto il tetto e lo stesso avvenne nel 1979, quando fu restaurato anche il campanile.